# سلسلة عملات الجيل الجديد
سلسلة عملات الجيل الجديد (NGC) هو الاسم المستخدم للإشارة إلى سلسلة عملة البيزو الفلبيني التي تُصُوِّرَت من عام 2007 إلى عام 2010، والأوراق النقدية الصادرة منذ عام 2010 والعملات المعدنية الصادرة منذ عام 2017.  تستخدم السلسلة خطوط Myriad وTwentieth Century.

## تاريخ

### 2007–2019: مشروع عملة الجيل الجديد وإلغاء سلسلة التصميمات الجديدة
في عام ٢٠٠٧، بدأ البنك المركزي الفلبيني (BSP) عملية إلغاء التداول بالعملة الجديدة التي استمرت ١٢ عامًا، وذلك ببدء مشروع عملة الجيل الجديد (NGC). وقد مثّلت عملية التصور الرسمي اجتماعًا لآراء أشخاص ذوي خلفيات وأفكار متنوعة: محافظو بنوك مركزية، وفنانون، وخبراء تقنيون، ومؤرخون، وخبراء اتصالات، وطابعو عملات، بهدف تعزيز ميزات الأمان ومتانتها. وقد خضع المحتوى الموضوعي والتصميمات وميزات الأمان لمداولات وتقييمات شاملة، وقامت بها لجنة العملات التابعة للبنك المركزي الفلبيني (Num Com) بالتشاور مع مجلس النقد (MB)، وبعد ذلك، بموافقة محافظ البنك المركزي ورئيس الفلبين.  
ضمت لجنة علم العملات نائب محافظ البنك المركزي الفلبيني، ديوا جينيغوندو، والدكتور أمبيث أوكامبو، رئيس المعهد التاريخي الوطني. صُممت الأوراق النقدية الجديدة من قِبل ستوديو 5 ديزاينز آند ديزاين سيستم، وتتميز بتصميمات فلبينيين مشهورين وعجائب طبيعية شهيرة. وستُصوَّر الرموز الوطنية الفلبينية على العملات. بدأ البنك المركزي بإصدار الدفعة الأولى من الأوراق النقدية الجديدة وتصميمها للجمهور في ديسمبر 2010، أي بعد ثلاث سنوات من بدء مشروع إلغاء نظام التداول الوطني. كانت الكلمة المستخدمة في الأوراق النقدية "فلبيني" مكتوبة بخط بايباين (ᜉᜒᜎᜒᜉᜒᜈᜓ). الخط المستخدم لكتابة الأوراق النقدية هو Myriad، بينما الأرقام مكتوبة بخط Twentieth Century. وقد وافقت الرئيستان غلوريا ماكاباغال أرويو وخليفتها المباشر بينينو أكينو الثالث على هذه السلسلة، مما يجعلها السلسلة الوحيدة من الأوراق النقدية التي وافق عليها رئيسان. 
في ديسمبر 2016، أعلن البنك المركزي الفلبيني عن إصدار مجموعات من الأوراق النقدية تحمل توقيع الرئيس رودريغو دوتيرتي. في البداية، أصدر البنك خمسة ملايين ورقة نقدية جديدة من فئات 20، و50، و100، و500، و1000 بيزو تحمل توقيع دوتيرتي. أما بالنسبة لفئة 200 بيزو، فلم يُصدر منها سوى مليوني ورقة نقدية بسبب انخفاض الطلب على هذه الفئة. 
في عام 2017، قام البنك المركزي الفلبيني بتحديث تصميم الأوراق النقدية من سلسلة NGC من فئتي 200 و1000 بيزو. وفي العام نفسه أيضًا، قدم البنك المركزي سلسلة عملات الجيل الجديد التي جرى تداولها من خلال البنوك. تتميز السلسلة الجديدة بالنباتات الفلبينية الأصلية. تتميز العملات المعدنية المقومة بسنتيمو بتمثيل منمق للعلم الفلبيني على الوجه. تصور العملات المعدنية المقومة بالبيزو صور الأبطال الوطنيين المشهورين للفلبين على الوجه. تُسَك العملات المعدنية من الفولاذ المطلي بالنيكل لجميع الفئات الست، استجابةً لانتشار الاحتكار وإذابة العملات المعدنية، مما يقلل من تكلفة إنتاج العملات المعدنية ومعالجة مخاوف تغير لون العملات المعدنية بسبب البيئة الاستوائية الرطبة. لم تُتَضَمَّن عملة 10 سنتيمو في هذه السلسلة، لأنها أُزيلت كعملة معدنية للتداول العام.  
في يوليو 2019، أعلن البنك المركزي عن خطط لاستبدال ورقة نقدية بقيمة 20 بيزو بعملة معدنية بقيمة 20 بيزو بحلول الربع الأول من عام 2020.  ومع ذلك، لا تزال أوراق نقدية بقيمة 20 بيزو تُطبع في عام 2020،  إلى جانب النسخة المحسنة من الفئات الأخرى.
كانت سلسلة عملة الجيل الجديد هي المجموعة الوحيدة المتداولة من الأوراق النقدية منذ 2 أغسطس 2019 عند إلغاء تداول الأوراق النقدية التذكارية من فئة 2000 و100000 بيزو، والتي أكملت مشروع NGC الذي استمر 12 عامًا وعملية إلغاء تداول الأوراق النقدية من سلسلة NDS / BSP.  

### 2019-حتى الآن: تغييرات وإضافات مشروع ما بعد NGC
في سبتمبر 2019، أعلن بنيامين ديوكنو، محافظ البنك المركزي الفلبيني BSP الحالي، أن عملة 5 بيزو، التي يُخلَط بينها وبين عملة 1 بيزو، سيكون لها تصميم منقح يتميز بحافة متموجة أو شكل صدفي وميزات أمان محسنة. تلقت عملة 20 بيزو تصميماتها النهائية في نفس الشهر وسَتُصدَر العملتان للتداول في ديسمبر 2019. سيكون لعملة 5 بيزو شكل مثمن. وستكون عملة 20 بيزو ثنائية المعدن. ستكون عملة 20 بيزو ثاني عملة ثنائية المعدن متداولة بعد عملة 10 بيزو من سلسلة التصميم الجديد/BSP. في عام 2020، أصدر البنك المركزي الفلبيني BSP نسخة محسنة من سلسلة الجيل الجديد. بالإضافة إلى ميزات الأمان الموجودة حاليًا لخمس فئات (باستثناء ورقة نقدية 20 بيزو)، ستحتوي الأوراق النقدية الجديدة على خيط أمان وتصميم محدثين لجميع الفئات الخمس. تحتوي الأوراق النقدية أيضًا على ميزات لصالح ضعاف البصر.   
في عام 2021، أعلن بنك الاحتياطي الأسترالي أنه سيجري اختبارًا تجريبيًا لإصدار الأوراق النقدية المصنوعة من البوليمر من خلال إصدار محدود من أوراق نقدية بقيمة 1000 بيزو خلال النصف الأول من عام 2022، كجزء من دراسة طويلة الأجل للانتقال إلى الأوراق النقدية المصنوعة من البوليمر.  ستُطبَع الأوراق النقدية بواسطة شركة Note Printing Australia (NPA)، وهي شركة تابعة مملوكة بالكامل لبنك الاحتياطي الأسترالي (RBA) نتيجة لمذكرة تفاهم بين الحكومة (G2G) بين بنك الاحتياطي الأسترالي وبنك الاحتياطي الأسترالي. 
في عام 2021، وافق البنك المركزي الفلبينيBSP بصمت على إنهاء إنتاج الأوراق النقدية من فئة 200 بيزو بسبب انخفاض الاستخدام.  
في ديسمبر 2022، أعلن بنك الفلبين المركزي عن الأوراق النقدية الجديدة التي تحمل توقيعي الرئيس بونغ بونغ ماركوس ومحافظ البنك فيليبي ميدالا. ويُستخدم شعار بنك الفلبين المركزي لعام 2020 أيضًا على الأوراق النقدية من فئات 20، و50، و100، و500، و1000 بيزو (النسخة غير البوليمرية)، والتي حلت محل شعار بنك الفلبين المركزي لعام 2010 الذي كان مستخدمًا منذ إصدار السلسلة للجمهور في 16 ديسمبر 2010. 

## الأوراق النقدية

### السلسلة الأصلية
| سلسلة عملات الجيل الجديد (الأصلية 2010) | سلسلة عملات الجيل الجديد (الأصلية 2010) | سلسلة عملات الجيل الجديد (الأصلية 2010) | سلسلة عملات الجيل الجديد (الأصلية 2010) | سلسلة عملات الجيل الجديد (الأصلية 2010)                                                          | سلسلة عملات الجيل الجديد (الأصلية 2010) | سلسلة عملات الجيل الجديد (الأصلية 2010) | سلسلة عملات الجيل الجديد (الأصلية 2010) | سلسلة عملات الجيل الجديد (الأصلية 2010) | سلسلة عملات الجيل الجديد (الأصلية 2010) |
| صورة                                    | صورة                                    | قيمة                                    | أبعاد                                   | اللون الرئيسي                                                                                    | اللون الرئيسي                           | تصميم | تصميم | سنة الإصدار الأول                       | الإستخدام في التداول                    |
| الوجه الأمامي                           | الوجه الخلفي                            | قيمة                                    | أبعاد                                   | اللون الرئيسي                                                                                    | اللون الرئيسي                           | الوجه الأمامي | الوجه الخلفي | سنة الإصدار الأول                       | الإستخدام في التداول                    |
| --------------------------------------- | --------------------------------------- | --------------------------------------- | --------------------------------------- | ------------------------------------------------------------------------------------------------ | --------------------------------------- | --- | --- | --------------------------------------- | --------------------------------------- |
|                                         |                                         | ₱20                                     | 160 مم × 66 مم                          |                                                                                                  | برتقالي                                 | مانويل إل. كويزون (1878–1944)، إعلان الفلبينية لغةً وطنية، قصر مالاكانانغ                                                                                           | المدرجات الزراعية في باناوي؛ زباد النخيل الآسيوي (Paradoxurus hermaphroditus)؛ تصميم نسيج من كورديليرا                                         | ديسمبر 16, 2010                         | واسع                                    |
|                                         |                                         | ₱50                                     | 160 مم × 66 مم                          |                                                                                                  | أحمر                                    | سيرخيو أوسمينا (1878–1961)، أول جمعية فلبينية، إنزال ليتي | بحيرة تال في باتانغاس؛ الماليفوتو (Caranx ignobilis)؛ تصميم تطريز من باتانغاس                                                                  | ديسمبر 16, 2010                         | واسع                                    |
|                                         |                                         | ₱100                                    | 160 مم × 66 مم                          |                                                                                                  | بنفسجي                                  | مانويل إيه. روكساس (1892–1948)، مبنى البنك المركزي الفلبيني القديم (BSP) في إنتراموروس، مانيلا، تدشين الجمهورية الفلبينية الثالثة                                  | بركان مايون في ألباي؛ قرش الحوت (Rhincodon typus، بوتاندينغ)؛ تصميم نسيج من بيكول                                                              | ديسمبر 16, 2010                         | محدود                                   |
|                                         |                                         | ₱100                                    | 160 مم × 66 مم                          |                                                                                                  | ماروني                                  | مانويل إيه. روكساس، مبنى البنك المركزي الفلبيني القديم (BSP) في إنتراموروس، مانيلا، تدشين الجمهورية الفلبينية الثالثة، بلون أرجواني أقوى من الورقة النقدية السابقة | بركان مايون في ألباي؛ قرش الحوت (Rhincodon typus، بوتاندينغ)؛ تصميم نسيج من بيكول                                                              | أبريل 11, 2015                          | واسع                                    |
|                                         |                                         | ₱200                                    | 160 مم × 66 مم                          |                                                                                                  | أخضر                                    | ديوسدادو بي. ماكاباغال (1910–1997)، ثورة سلطة الشعب في إيدسا 2001، كافيت، كنيسة باراسواين في مالولوس، بولاكان                                                      | تلال الشوكولاتة في بوهول؛ طرسيير الفلبين (Tarsius syrichta)؛ تصميم نسيج من فيساياس                                                             | ديسمبر 16, 2010                         | محدود                                   |
|                                         |                                         | ₱200                                    | 160 مم × 66 مم                          | ديوسدادو بي. ماكاباغال، ثورة سلطة الشعب في إيدسا 2001، إعلان الاستقلال الفلبيني في كاويت، كافيت. | أخضر                                    | ديسمبر 5, 2017 | تلال الشوكولاتة في بوهول؛ طرسيير الفلبين (Tarsius syrichta)؛ تصميم نسيج من فيساياس                                                             | واسع                                    |                                         |
|                                         |                                         | ₱500                                    | 160 مم × 66 مم                          |                                                                                                  | أصفر                                    | كورازون سي. أكينو (1933–2009)، بينينيو إس. أكينو الابن (1932–1983)، ثورة سلطة الشعب الأولى في إيدسا، نصب بينينيو أكينو التذكاري في ماكاتي                          | نهر بويرتو برنسيسا الجوفي في بالاوان؛ ببغاء العنق الأزرق (Tanygnathus lucionensis)؛ تصميم قماشي من جنوب الفلبين                                | ديسمبر16, 2010                          | واسع                                    |
|                                         |                                         | ₱1000                                   | 160 مم × 66 مم                          |                                                                                                  | أزرق                                    | خوسيه آباد سانتوس (1886–1942)، فيسنتي ليم (1888–1944)، جوزيفا يانيس إسكودا (1898–1945)؛ احتفال مئوية الاستقلال الفلبيني؛ وسام الشرف الفلبيني                       | حديقة توباتاها الطبيعية في بحر سولو؛ لؤلؤة البحر الجنوبي (Pinctada maxima)؛ تصميم نسيج من مينداناو لطراز "تنالاك" (أباكا مصبوغ بطريقة الإيكات) | ديسمبر16, 2010                          | محدود                                   |
|                                         |                                         | ₱1000                                   | 160 مم × 66 مم                          | خوسيه آباد سانتوس، فيسنتي ليم، جوزيفا يانيس إسكودا؛ احتفال مئوية الاستقلال الفلبيني              | أزرق                                    | ديسمبر 5, 2017 | حديقة توباتاها الطبيعية في بحر سولو؛ لؤلؤة البحر الجنوبي (Pinctada maxima)؛ تصميم نسيج من مينداناو لطراز "تنالاك" (أباكا مصبوغ بطريقة الإيكات) | واسع                                    |                                         |
|                                         |                                         |                                         |                                         |                                                                                                  |                                         | | |                                         |                                         |

### السلسلة المحسنة (2020)
| سلسلة عملات الجيل الجديد (المحسّنة لعام 2020) | سلسلة عملات الجيل الجديد (المحسّنة لعام 2020) | سلسلة عملات الجيل الجديد (المحسّنة لعام 2020) | سلسلة عملات الجيل الجديد (المحسّنة لعام 2020) | سلسلة عملات الجيل الجديد (المحسّنة لعام 2020) | سلسلة عملات الجيل الجديد (المحسّنة لعام 2020) | سلسلة عملات الجيل الجديد (المحسّنة لعام 2020) | سلسلة عملات الجيل الجديد (المحسّنة لعام 2020)                                                                                         | سلسلة عملات الجيل الجديد (المحسّنة لعام 2020) | سلسلة عملات الجيل الجديد (المحسّنة لعام 2020) |
| صورة                                         | صورة                                         | قيمة                                         | أبعاد                                        | اللون الرئيسي                                | اللون الرئيسي                                | تصميم | تصميم | سنة الإصدار الأول                            | الإستخدام في التداول                         |
| الوجه الأمامي                                | الوجه الخلفي                                 | قيمة                                         | أبعاد                                        | اللون الرئيسي                                | اللون الرئيسي                                | الوجه الأمامي | الوجه الخلفي | سنة الإصدار الأول                            | الإستخدام في التداول                         |
| -------------------------------------------- | -------------------------------------------- | -------------------------------------------- | -------------------------------------------- | -------------------------------------------- | -------------------------------------------- | --- | --- | -------------------------------------------- | -------------------------------------------- |
|                                              |                                              | 50 بيزو                                      | 160 مم × 66 مم                               |                                              | أحمر                                         | سيرجيو أوسمينا ، الجمعية الفلبينية الأولى ، ليتي لاندينج | بحيرة تال في باتانجاس ; كارانكس إجنوبيليس ، ماليبوتو (عملاق تريفالي)؛ تصميم التطريز باتانجاس                                         | 29 يوليو 2020                                | واسع                                         |
|                                              |                                              | 100 بيزو                                     | 160 مم × 66 مم                               |                                              | بنفسجي (موف)                                 | مانويل أ. روكساس ، مبنى بانجكو سنترال إنج بيليبيناس القديم (BSP) في إنتراموروس، مانيلا ، افتتاح جمهورية الفلبين الثالثة ، لون بنفسجي أقوى من الأوراق النقدية السابقة | بركان مايون في ألباي ؛ رينكودون تايبس ، قرش الحوت ( بوتاندينغ )؛ تصميم نسيج بيكول                                                    | 29 يوليو 2020                                | واسع                                         |
|                                              |                                              | 200 بيزو                                     | 160 مم × 66 مم                               |                                              | أخضر                                         | ديوسدادو بي ماكاباجال, EDSA قوة الشعب 2001, إعلان استقلال الفلبين في كاويت، كافيت, افتتاح مؤتمر مالولوس في كنيسة باراسوين, مالولوس، بولاكان                          | تشوكليت هيلز في بوهول ; Tarsius syrichta ، tarsier الفلبينية؛ تصميم نسج فيساياس                                                      | 29 يوليو 2020                                | واسع                                         |
|                                              |                                              | 500 بيزو                                     | 160 مم × 66 مم                               |                                              | أصفر                                         | كورازون سي. أكينو ، بينينو إس. أكينو الابن ، قوة الشعب EDSA الأولى ، نصب بينينو أكينو التذكاري في ماكاتي                                                             | النهر الجوفي الجوفي في بويرتو برنسيسا، بالاوان ؛ Tanygnathus lucionensis ، الببغاء ذو القيلولة الزرقاء؛ تصميم القماش في جنوب الفلبين | 29 يوليو 2020                                | واسع                                         |
|                                              |                                              | 1000 بيزو                                    | 160 مم × 66 مم                               |                                              | أزرق                                         | خوسيه أباد سانتوس، فيسنتي ليم، جوزيفا لانيس إسكودا ; الاحتفال بالذكرى المئوية لاستقلال الفلبين                                                                       | حديقة توباتاها ريفز الطبيعية في بحر سولو ؛ بينكتادا ماكسيما ، لؤلؤة بحر الجنوب؛ تصميم مينداناو لتونالاك (أباكا مصبوغة بالإيكات)      | 29 يوليو 2020                                | واسع                                         |
|                                              |                                              |                                              |                                              |                                              |                                              | | |                                              |                                              |

## التصميم

### عملات المعدنية

#### 1 سنتيمو
يحمل وجه العملة المعدنية عبارة "جمهورية الفلبين"، والنجوم الثلاثة والشمس (تمثيل منمق لعلم الفلبين )، والفئة، وسنة السك، وعلامة دار السك، بينما يحمل الوجه الخلفي نبات زانثوستيمون فيردوغونيانوس (مانكونو)، وهو نبات متوطن في الفلبين، وهو الشعار الحالي لبنك الفلبين المركزي. صُنعت من الفولاذ المطلي بالنيكل، ويبلغ قطرها 15مم، وكتلتها 1.9 جرام.

#### 5 سنتيمو
يحمل وجه العملة المعدنية عبارة "جمهورية الفلبين"، والنجوم الثلاثة والشمس (تمثيل منمق لعلم الفلبين )، والفئة، وسنة السك، وعلامة دار السك، بينما يحمل الوجه الخلفي نبات هويا بوبيكاليكس  (كابال كابال باجينج)، وهو نبات متوطن في الفلبين، وهو الشعار الحالي لبنك الفلبين المركزي. صُنعت من الفولاذ المطلي بالنيكل، ويبلغ قطرها 16مم، وكتلتها 2.2 جرام.

#### 25 سنتيمو
يحمل وجه العملة المعدنية عبارة "جمهورية الفلبين"، والنجوم الثلاثة والشمس (تمثيل منمق لعلم الفلبين )، والفئة، وسنة السك، وعلامة دار السك، بينما يحمل الوجه الخلفي للعملة صورة نبات الكتمون ( Dillenia philippinensis )، وهو نبات متوطن في الفلبين، وهو الشعار الحالي لبنك الفلبين المركزي. صُنعت من الفولاذ المطلي بالنيكل، ويبلغ قطرها 20مم، ووزنها ٣٫٦ غرام. حجم وكتلة هذه العملة المعدنية مماثلة لعملة الـ ٢٥ سنتيمو من سلسلة BSP.

#### 1 بيزو
يحتوي الجانب الآخر من العملة على وصف "جمهورية الفلبين"، خوسيه ريزال ، البطل القومي للفلبين، والفئة، وسنة سك العملة، وعلامة سك العملة، والجانب الخلفي للعملة يصور فاندا ساندريانا (والينج-والينج)، وهو نبات مستوطن في الفلبين والشعار الحالي لـلبنك المركزي الفلبيني. التركيبة مصنوعة من الفولاذ المطلي بالنيكل، ويبلغ قطرها 23مم، وكتلتها 6 جرام.

#### 5 بيزو
يحتوي الجانب الآخر من العملة على وصف "جمهورية الفلبين"، أندريس بونيفاسيو، بطل قومي للفلبين، والفئة، وسنة سك العملة، وعلامة سك العملة، والجانب الخلفي للعملة يصور نبات Strongylodon macrobotrys (Tayabak)، وهو نبات مستوطن في الفلبين والشعار الحالي للبنك المركزي الفلبيني. التركيبة مصنوعة من الفولاذ المطلي بالنيكل، ويبلغ قطرها 25مم، ووزنها 7.4 جرام. نظرًا للخلط بين العملة ذات الـ 5 بيزو التي تحمل أوجه تشابه مع العملة ذات الـ 1 بيزو (السبب الرئيسي في ذلك هو حجمها المماثل)، أعاد البنك المركزي الفلبيني إصدار العملة ذات الـ 5 بيزو في شكل غير مضلع (شكل ذو 9 جوانب) للتداول في 17 ديسمبر 2019.

#### 10 بيزو
يحتوي الجانب الآخر من العملة على وصف "جمهورية الفلبين"، وأبوليناريو مابيني، وهو بطل قومي للفلبين، والفئة، وسنة سك العملة، وعلامة سك العملة، والجانب الخلفي للعملة يصور Medinilla magnifica (Kapa-kapa)، وهو نبات مستوطن في الفلبين والشعار الحالي للبنك المركزي الفلبيني. التركيبة مصنوعة من الفولاذ المطلي بالنيكل، ويبلغ قطرها 27مم، وكتلتها 8 جرام.

#### 20 بيزو
ستغيير ورقة النقد فئة 20 بيزو إلى عملة معدنية ستُصدَر في ديسمبر 2019 لحل الإفراط في استخدام هذه الورقة النقدية التي تستغرق عامًا واحدًا فقط لاستبدالها بورقة نقدية جديدة بناءً على بحث أجرته جامعة الفلبين. ينص البنك المركزي الفلبيني على أن عملة 20 بيزو الجديدة تدوم لمدة 10 إلى 15 عامًا، وهي أطول من ورقة النقد فئة 20 بيزو.  أُصدِرَت عملة 20 بيزو للتداول في 17 ديسمبر 2019. العملة المعدنية ثنائية المعدن، بحلقة خارجية من الفولاذ المطلي بالبرونز وقابس مركزي من الفولاذ المطلي بالنيكل، وهي ثاني عملة معدنية ثنائية المعدن يصدرها البنك المركزي الفلبيني، بعد عملة 10 بيزو من سلسلة New Design/BSP. يحمل وجه العملة صورة الرئيس الفلبيني مانويل كيزون، بينما يحمل وجهها الخلفي صورة قصر نيلاد (سكيفيفورا)، المقر الرسمي ومقر عمل رئيس الفلبين، والشعار الحالي للبنك المركزي الفلبيني (بانكو سينترال نغ بيليبيناس). ومن أبرز سماتها نقش الحافة، حيث يظهر الحرف الأول "BSP" بست زوايا. وهذه هي العملة النقدية الرابعة ذات النقش على الحافة والمتداولة في الفلبين.

### الأوراق النقدية

#### 20 بيزو
اللون البرتقالي هو اللون الرئيسي على وجه الورقة النقدية، حيث يصور التصميم الرئيسي صورة الرئيس الفلبيني مانويل إل. كيزون، بالإضافة إلى مشاهد مرتبطة بكيزون، بما في ذلك إعلان الفلبينية لغة وطنية للفلبين، وقصر مالاكانانغ، المقر الرسمي لرئيس الفلبين. أما التصميم على ظهر الورقة النقدية فيصور مدرجات أرز باناوي، وزباد النخيل الآسيوي ( Paradoxurus hermaphroditus)، وتصميمًا لنسيج من جبال كورديليرا.

#### 50 بيزو
ملون باللون الأحمر، تُظهر التصاميم الرئيسية الظاهرة على وجه الورقة النقدية صورة للرئيس الفلبيني سيرجيو أوسمينا وصورًا مربوطة به، إحداها تُصوّر أول جمعية فلبينية عام ١٩٠٧ والأخرى هبوط ليتي . تُظهر التصاميم الرئيسية على ظهر الورقة النقدية بحيرة تال ‏، وسمكة التريفالي العملاقة (المعروفة محليًا باسم ماليبوتو ) (كارانكس إينوبيليس)، وتصميم تطريز من مقاطعة باتانغاس.

#### 100 بيزو
ملون باللون البنفسجي، التصميمات الرئيسية لهذه الفئة على الواجهة تصور صورة للرئيس الفلبيني مانويل أ. روكساس والصور المرتبطة بروكساس، بما في ذلك تأسيس البنك المركزي للفلبين ( Bangko Sentral ng Pilipinas ) في عام 1949 وتنصيب الجمهورية الفلبينية الثالثة في 4 يوليو 1946. تتميز التصميمات الرئيسية المعروضة على الظهر ببركان مايون وقرش الحوت (المعروف محليًا باسم بوتاندينغ، والاسم العلمي Rhincodon typus) وتصميم نسج من بيكول. تضمنت النسخة الأصلية، الصادرة من عام 2010 إلى عام 2016، طباعة سفلية زرقاء. الأوراق النقدية الصادرة من عام 2016 فصاعدًا لها لون أرجواني أو بنفسجي قوي، بسبب الشكاوى من أن لون ورقة الـ 100 بيزو يكاد يكون من الصعب تمييزه عن ورقة الـ 1000 بيزو.

#### 200 بيزو
تتميز التصميمات الرئيسية على الجزء الأمامي من الورقة النقدية الملونة باللون الأخضر بصورة الرئيس الفلبيني ديوسدادو ب. ماكاباجال. تتميز التصميمات الرئيسية على الجزء الخلفي من الورقة النقدية بتلال الشوكولاتة في بوهول. اُستُخدِمَت التصميمات الرئيسية على الجزء الأمامي من الورقة النقدية من عام 2010 إلى عام 2017. يتميز إصدار عام 2017 بصور تُظهر إعلان استقلال الفلبين في كاويت، كافيت.

#### 500 بيزو
باللون الأصفر، تُظهر التصاميم الرئيسية على وجه الورقة النقدية صورتين مزدوجتين للسيناتور الفلبيني بينينو أكينو الابن وزوجته، رئيسة الفلبين كورازون سي. أكينو . كما تحمل الورقة صورًا مرتبطة بالزوجين، وصورة ثورة الشعب عام ١٩٨٦. أما التصاميم الرئيسية على ظهر الورقة النقدية فتتضمن منتزه النهر الجوفي الوطني، والببغاء أزرق الرقبة ( تانيجناثوس لوسيونينسيس )، وتصميمًا على قماش من جنوب الفلبين.

#### 1000 بيزو
تتميز التصميمات الرئيسية على وجه الورقة النقدية الملونة باللون الأزرق الفاتح بصور ثلاثية لخوسيه أباد سانتوس وفيسينتي ليم وخوسيفا يانيس إسكودا . كما يوجد على وجه الورقة النقدية صورة للاحتفال بالذكرى المئوية لاستقلال الفلبين ‏. تتميز التصميمات الرئيسية على ظهر الورقة النقدية بمتنزه توباتاها للشعاب المرجانية الطبيعية ولؤلؤة بحر الجنوب ( بينكتادا ماكسيما ) وتصميم قماش من تصميم مينداناو لتنانالاك (أباكا مصبوغة بالإيكات). تميز الإصدار الأصلي من عام 2010 إلى عام 2017 بميدالية لاكاندولا (المُسماة خطأً "ميدالية الشرف") ووصفها على الوجه الأمامي. تحذف الأوراق النقدية الصادرة من عام 2017 فصاعدًا كلاً من الميدالية ووصفها.

## الأوراق النقدية التذكارية

### 5000 بيزو
في 18 يناير 2021، أصدر البنك المركزي الفلبيني ورقة نقدية غير متداولة بقيمة 5000 بيزو إحياءً لذكرى الذكرى المئوية الخامسة في الفلبين ، ذكرى انتصار ماكتان، الذي هزمه لابولابو الفاتح البرتغالي فرديناند ماجلان وجيشه في محاولتهم لاستعمار ماكتان.هذه الورقة النقدية التذكارية غير المتداولة يغلب عليها اللون البني.
| ورقة نقدية تذكارية من سلسلة عملات الجيل الجديد | ورقة نقدية تذكارية من سلسلة عملات الجيل الجديد | ورقة نقدية تذكارية من سلسلة عملات الجيل الجديد | ورقة نقدية تذكارية من سلسلة عملات الجيل الجديد | ورقة نقدية تذكارية من سلسلة عملات الجيل الجديد | ورقة نقدية تذكارية من سلسلة عملات الجيل الجديد | ورقة نقدية تذكارية من سلسلة عملات الجيل الجديد                                                                                               | ورقة نقدية تذكارية من سلسلة عملات الجيل الجديد             | ورقة نقدية تذكارية من سلسلة عملات الجيل الجديد | ورقة نقدية تذكارية من سلسلة عملات الجيل الجديد |
| صورة                                           | صورة                                           | قيمة                                           | أبعاد                                          | اللون الرئيسي                                  | اللون الرئيسي                                  | تصميم | تصميم                                                      | سنة                                            | سنة                                            |
| الوجه الأمامي                                  | الوجه الخلفي                                   | قيمة                                           | أبعاد                                          | اللون الرئيسي                                  | اللون الرئيسي                                  | الوجه الأمامي | الوجه الخلفي                                               | العدد الأول                                    | انسحاب                                         |
| ---------------------------------------------- | ---------------------------------------------- | ---------------------------------------------- | ---------------------------------------------- | ---------------------------------------------- | ---------------------------------------------- | --- | ---------------------------------------------------------- | ---------------------------------------------- | ---------------------------------------------- |
|                                                |                                                | 5000 بيزو                                      | 216 مم × 133 مم                                |                                                | بني                                            | لابولابو ، معركة ماكتان ، كاراكوا ، ختم BSP (البنك المركزي الفلبيني)، شعار الذكرى المئوية الخامسة لعام 2021 ‏ ، تصميم نمط فيسايان باتيك (وشم) | النسر الفلبيني ( مانول )، شجرة جوز الهند ( لوبي )، جبل آبو | 18 يناير 2021                                  |                                                |
|                                                |                                                |                                                |                                                |                                                |                                                | |                                                            |                                                |                                                |